# Municipio de Parker (Kansas)
El municipio de Parker (en inglés: Parker Township) es un municipio ubicado en el condado de Montgomery en el estado estadounidense de Kansas. En el año 2010 tenía una población de 1190 habitantes y una densidad poblacional de 17,89 personas por km².

## Geografía
El municipio de Parker se encuentra ubicado en las coordenadas 37°5′14″N 95°39′7″O / 37.08722, -95.65194. Según la Oficina del Censo de los Estados Unidos, el municipio tiene una superficie total de 66.5 km², de la cual 66.26 km² corresponden a tierra firme y (0.37%) 0.25 km² es agua.

## Demografía
Según el censo de 2010, había 1190 personas residiendo en el municipio de Parker. La densidad de población era de 17,89 hab./km². De los 1190 habitantes, el municipio de Parker estaba compuesto por el 86.05% blancos, el 1.6% eran afroamericanos, el 5.63% eran amerindios, el 0.5% eran asiáticos, el 0.17% eran isleños del Pacífico, el 1.68% eran de otras razas y el 4.37% pertenecían a dos o más razas. Del total de la población el 4.03% eran hispanos o latinos de cualquier raza.